# Serednie, Velîka Lepetîha
Serednie (în ucraineană Середнє) este un sat în comuna Kneaze-Hrîhorivka din raionul Velîka Lepetîha, regiunea Herson, Ucraina.

## Demografie
Componența lingvistică a localității Serednie
     Ucraineană (91,43%)
     Rusă (7,14%)
Conform recensământului din 2001, majoritatea populației localității Serednie era vorbitoare de ucraineană (91,43%), existând în minoritate și vorbitori de rusă (7,14%).